# Devil Island (Antarktika)
Devil Island (spanisch Isla del Diablo, deutsch auch Teufelsinsel) ist eine Insel in der Weddellsee. Sie liegt in einer Bucht an der Nordküste der Vega-Insel im Prinz-Gustav-Kanal südöstlich der Spitze der Antarktischen Halbinsel.

## Geographie
Die schmale Insel ist etwa zwei Kilometer lang, aber weniger als einen Kilometer breit. An ihren beiden Enden fallen zwei bis zu 207 m hohe und durch ein Tal getrennte felsige Hügel steil ins Meer hinab. Von diesen zwei „Hörnern“ leitet sich ihr Name ab. Die Insel ist nicht vergletschert.

## Flora und Fauna
Im Dezember 2008 wurden auf Devil Island 14.900 Brutpaare des Adeliepinguins gezählt. BirdLife International weist die Insel deshalb als Important Bird Area (AQ072) aus. Radiokarbon-Untersuchungen haben gezeigt, dass die Kolonie bereits seit dem 15. Jahrhundert besteht. Auf der Insel brüten auch Subantarktikskuas und vielleicht Schneesturmvögel, deren Nester 1945/46 gefunden wurden. Ebenfalls anzutreffen, aber nicht als Brüter, sind Buntfuß-Sturmschwalben und Dominikanermöwen.
Die Vegetation wird von Flechten der Gattung Xanthoria dominiert. Daneben finden sich Caloplaca-Flechten und Algen der Gattung Prasiola.

## Geschichte
Devil Island wurde am 12. Oktober 1903 von der Schwedischen Antarktisexpedition entdeckt und kartiert. Ihr Leiter Otto Nordenskjöld gab der Insel ihren Namen (schwedisch Djävulsön).

## Tourismus
Devil Island wird regelmäßig von Touristen besucht. In den südlichen Sommern von 2005/06 bis 2009/10 besuchten jährlich etwa 2500 Personen die Insel. In der Saison 2011/12 waren es 1472. Der Landgang ist durch den Antarktisvertrag aus Naturschutzgründen streng reglementiert.
Im Senckenberg-Forschungsinstitut in Görlitz wird seit 2010 der Einfluss des Menschen auf antarktische Ökosysteme anhand von Bodenproben untersucht, die unter anderem auf Devil Island genommen wurden.